# Loes Trustfull
Louise (Loes) Trustfull-Woodruff is een Surinaams schrijfster en activiste. Ze ijvert voor milieueducatie en -behoud als voorzitter van SORG, BACIS en SORTS. In 2017 kende de Duitse overheid haar een fonds toe ten behoeve van de bescherming van de mangrovebossen in Suriname. In 2020 werd ze onderscheiden met een Golden Gavel Award.

## Biografie
Loes Trustfull bracht in 2005 het boek Saramaccaanse vertellingen uit. In het boek heeft ze Saramaccaanse geschiedenis, volksverhalen en sprookjes opgetekend. Ze is sinds de beginjaren betrokken bij het evenement Poetry & Beyond.
Ze is voorzitter van de Stichting Ontwikkeling Rurale Gebieden (SORG). Ze helpt hiermee de Surinaamse landbouw om zich te ontwikkelen op biologisch gebied en producten geschikt te maken voor export. Hierdoor kon in 2013 gestart worden met de export van chilipepers naar Duitsland op basis van veredelde zaden van CELOS en werd in 2019 gestart met de distributie van Tuhka-olie die in Alalapadoe wordt gemaakt uit paranoten. Sinds 2015 is de oprichtster en voorzitter van de Bio Agrarische Coöperatie in Suriname (BACIS).
In 2014 coördineerde ze de bijscholing van leerkrachten om het milieuonderwijs in Suriname op een hoger plan te tillen, met de introductie van de Groene Leskist. Daarnaast stimuleert ze bewustzijn over natuur en milieu, door trainingen te organiseren zoals over bekendheid met vogels, vaardigheden voor gidsen en het nut van mangrovebossen. Als trekker van het Kansfonds hielp ze in 2016 bij de financiering van schooltuinen bij achttien scholen in Brokopondo.
Daarnaast is ze voorzitter van de Foundation for Development of Radio & Television in Suriname (SORTS). In deze functie ontving ze in 2014 van de Duitse overheid een bedrag van 77.000 USD ten behoeve van het behoud van de mangrovebossen voor de Surinaamse kust. Vanuit SORTS zette ze in 2019 het Mangrove Educatiecentrum Coronie (MECC) op en werkt ze aan de bewustwording van de schadelijke gevolgen voor mens en natuur door het gebruik van kwik in de goudwinning in Suriname. Vanuit Conservation International Suriname (CIS) is ze rond 2021 betrokken bij de plannen om het Brownsberg Natuurpark te ontwikkelen tot een Public-Private-People Partnership (PPPP).
In 2015 was ze te zien in de documentaire Suriname 40 jaar onafhankelijk op de Nederlandse VPRO-televisie. In 2020 werd zij samen met Jupta Itoewaki onderscheiden met een Golden Gavel Award van het Platform Politiek Actieve Vrouwen voor hun strijd voor de bescherming en het behoud van het milieu.